# نظرية ثقافة المستهلك
نظرية ثقافة المستهلك هي مدرسة فكرية تسويقية تهتم بدراسة اختيارات الاستهلاك والتصرفات من وجهة النظر الاجتماعية والثقافية لأنها معارضة لوجهة النظر الاقتصادية أو النفسية. فهي لا تعرض نظرية موحدة كبرى لكنها «تشير إلى مجموعة من وجهات النظر النظرية التي تعالج العلاقات الفعالة بين تصرفات المستهلك والسوق والمعاني الثقافية». فهي انعكاس لمجتمع ما بعد الحداثة، حيث إنها تنظر إلى المعاني الثقافية على أنها متعددة ومُقسمة  ولذا فهي ترى الثقافة خليطًا من مجموعات مختلقة ومعانٍ مشتركة بدلاً من البناء المتجانس.(على سبيل المثال الثقافة الأمريكية). ويُنظر إلى ثقافة المستهلك باعتبارها «تنظيم اجتماعي تتوسط الأسواق من خلاله في العلاقات بين الثقافة الحية والموارد الاجتماعية من جهة وبين الطرق المفيدة للحياة والموارد الرمزية وموارد المواد الخام التي يعتمدون عليها»  والمستهلكين كجزء من نظام التواصل المترابط للمنتجات والصور المنتجة تجاريًا والتي يستخدمونها لتكوين هويتهم وتوجيه علاقاتهم مع الآخرين.

## المنهجية
هناك سوء فهم على نطاق واسع من قبل أشخاص من غير الباحثين بمجلس العلوم والتكنولوجيا لأن هذا المجال موجه لدراسة سياقات الاستهلاك. ومن سياقات الاستهلاك الجديرة بالذكر، على سبيل المثال، الثقافة الثانوية لهارلي دايفيدسون  والتي من المحتمل أنها تعزز وجهة النظر هذه البعيدة عن هدف تطوير النظرية الخاص بهذه المدرسة الفكرية.
بينما يرتبط مركز العلوم والتكنولوجيا بمناهج نوعية مثل المقابلات ودراسات الحالة والجُغْرافِيا الأَثنيَّة التي تتماشى على نحو جيد مع دراسة النواحي التجريبية والاجتماعية والثقافية للاستهلاك، هذه الأمور ليست شرطًا أساسيًا بمساهمة جامعة التواصل والثقافة والتكنولوجيا (أرنولد & ثومبسون 2005).

## مجالات الدراسة
حدد أرنولد & ثومبسون  أربعة «برامج بحثية في» التواصل والثقافة والتكنولوجيا: 

مشروعات هوية المستهلك مثل سوشا & جيلي  تدرس مساحة الويب الشخصية التي تدرس كيفية إنشاء المستهلكين لتماسك ذاتي من خلال المواد التسويقية المنتجة
ثقافة السوق مثل ساكوتن & ماك ألكسندر  تدرس الثقافة الفرعية لهارلي دايفيدسون والتي تنظر إلى المستهلكين على اعتبار أنهم منتجو ثقافة.
أيدلوجيات السوق الجماعية المتوسطة وإستراتيجيات المستهلك التفسيرية مثل كوزنيتس  والذي يبحث تأثير رأس المال الاجتماعي على خيارات الاستهلاك.